# Bitch I’m Madonna
«Bitch I’m Madonna» — песня американской певицы и автора песен Мадонны из её тринадцатого студийного альбома Rebel Heart (2015). Содержит вокал американской рэперши Ники Минаж. Песня написана и спродюсирована Мадонной совместно с Diplo при участии британского продюсера Sophie, а также соавторов MoZella, Toby Gad, Ariel Rechtshaid и Минаж. Песня вышла синглом на лейбле Interscope Records 15 июня 2015 года. Песня написана в стиле EDM, где Мадонна поёт гнусаво о том, что хочет повеселиться потому, что «она Мадонна». Певицы защищали использование ненормативного слова «bitch» («сука»), которое в зависимости от контекста не обязательно означает грубость.
Песня разделила мнения музыкальных критиков. Одни назвали её «энергичной», отметив рэп Минаж, другие критиковали как «отчаянно желающую шокировать». В США «Bitch I’m Madonna» стала первой песней Мадонны, попавшей в хит-парад Billboard Hot 100 за три года, достигнув места под номером 84. Песня стала для Минаж 63-м, а для Мадонны 57-м по счёту синглом хит-парада Hot 100, что поставило музыкантов на третье и четвёртое место среди исполнительниц за всю истории чарта, соответственно. Песня также достигла первой строки хит-парада Hot Dance Club Songs, увеличив отрыв Мадонны как музыканта с наибольшим количеством топ-хитов в чарте танцевальном чарте США. В мире песня достигла первой тридцатки в Финляндии, Венгрии и Швеции.
Видео на песню режиссуры Юнаса Окерлунда помимо Минаж и Дипло с Мадонной снято с участием Риты Ора, Криса Рока, Майли Сайрус, Бейонсе, Кэти Перри и Канье Уэста. Видео снято в нью-йоркском отеле Standard Hotel и демонстрирует вечеринку Мадонны и её друзей, которая начинается внутри здания, а заканчивается на крыше. Первоначальный выход видео на стриминговом сервисе Tidal сопровождался техническими накладками и был встречен смешанными отзывами. Критики отдали должное сумасшедшести клипа, но им не понравилось, что звёзды отсутствовали на съёмках непосредственно. Вдобавок видео сравнивали с недавно вышедшим клипом Тейлор Свифт на песню «Bad Blood», также включавшим много звёзд. В качестве промо Мадонна исполнила «Bitch I’m Madonna» во время своего появления в телепрограмме The Tonight Show Starring Jimmy Fallon. Выступление получило положительные отзывы за свою хореографию и танцы Мадонны.

## История создания
В феврале 2014 года Мадонна анонсировала начало работы над тринадцатым студийным альбомом словами: « Я сейчас нахожусь в процессе обсуждения с различными соавторами и сопродюсерами, обсуждаю направление, в котором я буду развиваться вместе со своей музыкой». К концу следующего месяца она стала постить в соц. сети Instagram фотографии, в которых намекала на возможных авторов и коллабораторов соответствующими хештегами. Через два месяца Мадонна запостила селфи, на котором обсуждалась работа с американским диджеем Diplo. Мадонна пригласила его на ежегодную вечеринку по случаю Оскара, но он не смог прийти. Музыканты стали обсуждать музыку через переписку и решили сотрудничать для записи альбома. В интервью порталу Idolator Дипло уточнил, что Мадонна попросил его показать свои «самые сумасшедшие» треки. Вместе он написали и записали семь песен, о которых Дипло отметил: «Эти записи будут звучать по-сумасшедшему. Мы действительно раздвинули границы с некоторыми из них… Она была готова к экспериментам. Я люблю, когда музыкант даёт продюсеру необходимую уверенность, и Мадонна восприняла мои идеи с большим интересом».
Один из записанных треков под названием «Bitch I’m Madonna», которое Дипло подтвердил, по его мнению полагался как раздвигающий допустимые границы лирики поп-песни. Мадонна объяснила, что фраза-фразеологизм была ей незнакома и впервые она услышала выражение от Дипло. Он объяснил это как то, что любой, кто может оставаться спокойным, встречая на своём пути критицизм, в некотором смысле становится Мадонной. Происхождение идеи песни отсылает к песне рэпера Lil B 2010 года под названием «Pretty Boy Farmer», в которой есть слова: «I look like Madonna / Bitch, I’m a farmer». Дипло преподнёс эту идею Мадонне и всё закончилось созданием песни, адресованной противникам Мадонны, которые высказывались о ней с негативом по поводу протяжённости её карьеры в музыкальной индустрии. Дипло добавил: «Мы сделали эту песню о том, что „Да пошло оно всё, блин, мы все Мадонна“». Он также попросил, чтобы к записи привлекли Ники Минаж, с которой Мадонна до этого сотрудничала на двух песнях альбома MDNA.

Дипло рассказал журналу Interview о создании песни в процессе совместной вечерней пьянки в студии. Он сыграл Мадонне японскую мелодию пиццикато. Это понравилось Мадонне. Так как она предпочитает сочинять на гитаре, Дипло добавил гитарный саунд поверх мелодии, что позволило развить песню. Другой пост в Инстаграме подтверждал привлечение Ники Минаж к участию. О своём стиле работы с Минаж Мадонна сказала:

Whenever we work together she always sits with me and listens to the song, and says «tell me what this song is about to you.» She’s very methodical in her thinking. We talk about it, she writes down words that I say describing what the song’s about and the sentiment that I’d like her to get out there, and then she goes away and she works on it. She writes it, she comes back. She does a version of it, we talk about it. It’s a back and forth until she gets it right. It’s a total collaboration.

## Релиз
17 декабря 2014 года демоверсия «Bitch I’m Madonna» утекла в Сеть вместе с другими 12 треками ещё неназванного тринадцатого студийного альбома. Расстроенная Мадонна подтвердила, что треки являются ранними демо и сравнила утечку с «творческим изнасилованием». Она подверглась критике за сравнение слива альбома с терроризмом на фоне террористического акта в Пешаваре и захвата заложников в Сиднее. 20 декабря 2014 года альбом стал доступен для предзаказа в iTunes Store. При предзаказе первые шесть треков, включая «Bitch I’m Madonna», загружались автоматически. Мадонна назвала возможность скачивания «ранним подарком к Рождеству», предшествующим основному релизу альбома в марте 2015 года.
Следом за «Living for Love» и «Ghosttown» сингл «Bitch I’m Madonna» был объявлен в качестве третьего сингла Rebel Heart через Instagram. Также было выпущено три ремикса на песню: на аккаунтах YouTube и Tidal с доступом к стримингу. Обложка сингла была создана из фото, опубликованного в Инстаграм. Большинство хаус-ремиксов «Bitch I’m Madonna» спродюсированы Rosabel, Sander Kleinenberg и Oscar G, которой опубликовал на своей странице Facebook следующее: «Когда Мадонна звонит вам, делайте точно, что она говорит. Я очень благодарен за эту возможность!» Другой ремикс датского дуэта Sick Individuals был выпущен эксклюзивно для Billboard. Ремиксы были выпущены 15 июня 2015 года в Австралии и Германии, на следующий день они вышли в других странах.

## Профессиональная критика
Песня разделила мнения музыкальных критиков. Саша Геффен из издания Chicago Reader положительно отозвался о треке, мотивируя присутствием элементов ангдеграудной PC Music в мейнстриме «в промежутке между блочными вставками Дипло и скользящими арпеджио Sophie. Путь от SoundCloud к суперзвёздам был ожидаем — просто так получается, что Мадонна ему поспособствовала». Другой положительный отзыв от Нил Маккормик из The Daily Telegraph описывал песню так: «Трек шипит от чистой энергетики, это хлопающий рейв гимн с фантастически шаткой мелодией синтезатора, звучащей как саундтрек к винтажной аркадной игре, сыгранный на электронном казу, с вишенкой в виде рэпа Ники Минаж. Мадонна поёт голосом, которым примерная ученица горланит на заднем дворе детский стишок о плохом поведении
.»
Дэн Вайс из журнала Spin заметил, что «самым странным в песне 'Bitch, I’m Madonna' является отсутствие в ней сюрпризов». Напротив, Эндрю Унтербергер в той же статье похвалил трек: «Это может и не та Мадонна, которую любят, но это бесспорно она, и намного интереснее безликой фанатки EDM с альбома MDNA (2012)». Карин Ганц из Rolling Stone охарактеризовала трек как «неистовый» и похвалила «огненную» считку Минаж.
Гэвин Хайнс из NME заметил, что несмотря на весёлость, которую добавил Мадонне Дипло, «после сладких басов пропасть между жизнью и музыкой Мадонны уже невозможно игнорировать». Назвав песню «косой», Алексис Петридис из The Guardian уточнил, что «Bitch I’m Madonna» — это «фантастическое название без самой песни. Вместо этого Дипло выдаёт что-то типа гибрида EDM и хардкора навеселе, добавив гиперактивную Ники Минаж до кучи. Результат действительно можно дослушать, сжав зубы». Критикуя альбом как «чересчур перегруженный», Сал Синкимани из журнала Slant Magazine нашёл, что «двойственность названия замутнена присутствием кричащих вечериночных джемов, как например невыносимо прилипчивый, но раболепствующий в лирике 'Bitch I’m Madonna'».

## Список композиций и форматы
- Digital download (Album Version)

1. «Bitch I’m Madonna» (featuring Nicki Minaj) — 3:47

- Digital download (Clean)

1. «B**** I’m Madonna» (featuring Nicki Minaj) — 3:47

- Digital download (Remixes)

1. «Bitch I’m Madonna» (Fedde le Grand Remix) — 3:55
2. «Bitch I’m Madonna» (Rosabel’s Bitch Move Mix) — 7:05
3. «Bitch I’m Madonna» (Sander Kleinenberg Remix) — 4:58
4. «Bitch I’m Madonna» (Junior Sanchez Remix) — 5:10
5. «Bitch I’m Madonna» (Oscar G 305 Dub) — 8:44
6. «Bitch I’m Madonna» (Sick Individuals Remix) — 5:07
7. «Bitch I’m Madonna» (Dirty Pop Remix) — 5:11
8. «Bitch I’m Madonna» (Flechette Remix) — 3:21
9. «Bitch I’m Madonna» (Oscar G Bitch Beats) — 8:44
10. «Bitch I’m Madonna» (Rosabel’s Bitch Move Dub) — 7:35

## Участники записи
Менеджмент
- Webo Girl Publishing, Inc. (ASCAP) / Songs Music Publishing, LLC on behalf of «I Like Turtles» Music
- Songs of SMP (ASCAP) / Lion of God Publishing Co. (ASCAP) c/o Kobalt Songs Music Publishing / EMI April Music, Inc. and MoZella Mo Music (ASCAP) / Atlas Music Publishing on behalf of itself and Gadfly Songs (ASCAP)
- Songs of Universal, Inc. (BMI) on behalf of itself and Harajuku Barbie Music (BMI) / Brill Building Songs (ASCAP) c/o Kobalt Songs Music Publishing
- Nicki Minaj appears courtesy of Young Money Entertainment / Cash Money Records

Музыканты
Список составлен в соответствии с официальным сайтом Мадонны.

## Чарты
| Чарт(2014-15)                              | Наивысшая позиция |
| ------------------------------------------ | ----------------- |
| Бельгия/Фландрия (Ultratip Bubbling Under) | 50                |
| Канада (Billboard Canadian Hot 100)        | 58                |
| Финляндия (Latauslista Download)           | 13                |
| Франция (SNEP)                             | 90                |
| Венгрия (Single Top 40)                    | 21                |
| Russia Airplay (Tophit)                    | 199               |
| Испания (PROMUSICAE)                       | 49                |
| Sweden (DigiListan)                        | 30                |
| США (Billboard Hot 100)                    | 84                |
| США (Billboard Dance Club Songs)           | 1                 |
| США (Billboard Hot Dance/Electronic Songs) | 5                 |

| Чарт (2015)                                   | Позиция |
| --------------------------------------------- | ------- |
| US Dance Club Songs (Billboard)               | 8       |
| US Dance/Electronic Digital Songs (Billboard) | 48      |
| US Hot Dance/Electronic Songs (Billboard)     | 29      |

## История релиза
| Страна        | Дата          | Формат                      | Лейбл      |
| ------------- | ------------- | --------------------------- | ---------- |
| Австралия     | Июнь 15, 2015 | Digital download (Remix EP) | Interscope |
| Германия      | Июнь 15, 2015 | Digital download (Remix EP) | Interscope |
| Япония        | Июнь 15, 2015 | Digital download (Remix EP) | Interscope |
| Канада        | Июнь 16, 2015 | Digital download (Remix EP) | Interscope |
| United States | Июнь 16, 2015 | Digital download (Remix EP) | Interscope |